# Революционная партия националистических левых
Революционная партия националистических левых (Революционная партия левых националистов, Левая национально-революционная партия, Левая национальная революционная партия, исп. Partido Revolucionario de la Izquierda Nacionalista, PRIN) — ранее существовавшая левая политическая партия в Боливии. Основана в 1963—1964 годах профсоюзным лидером Хуаном Лечином Окендо, Марио Торресом Каллехой и Эдвином Моллером. В своё время объединяла большинство профсоюзных деятелей и опиралась на рабочий класс.

## История

### Создание партии
Формально новая партия была провозглашена на Национальной конференции Левого сектора Националистического революционного движения (MNR) 3 марта 1964 года. Основатели PRIN вышли из MNR в знак протеста против решения Виктора Паса Эстенсоро баллотироваться на третий президентский срок в 1964 году, вместо того, чтобы уступить место тогдашнему вице-президенту Хуану Лечину как потенциальному кандидату MNR на пост президента.
PRIN объединила левое крыло MNR и бывших членов троцкистской Революционной рабочей партии (POR). Несмотря на значительное присутствие людей с марксистской подготовкой (ранее состоявших в POR, как и сам Лечин), идеологическая позиция PRIN была ближе к левому национализму, чем к социализму в более традиционных терминах. Изначальная программа деятельности партии, изложенная в документах «Программа принципов PRIN» и «Правительственный план на 1964—1968», имела прежде всего антиимпериалистическую направленность. Но в первую очередь PRIN характеризовало критическое отношение к буржуазному влиянию на основную часть MNR. На своих первых выборах 1964 года партия получила 9 мест в Палате депутатов и 5 в Сенате Боливии.

### Преследования при диктатурах
PRIN не участвовала в президентских выборах 1964 и 1966 годов — после военного переворота 1964 года партия оказалась в подполье и была ослаблена государственными репрессиями (так, Хуан Лечин был депортирован в Парагвай военной хунтой, проведя в изгнании много лет с 1965 по 1978 год). PRIN снова была подавлена в 1970-х годах очередной военной диктатурой под руководством Уго Бансера.
После 1971 года PRIN уступила позиции основной политической силы левее MNR новой партии, сформированной Эрнаном Силесом — Националистически-революционному движению левых сил (MNRI).

### Участие в коалициях и выборах
В 1978 году Революционная партия националистических левых приняла участие в избирательной коалиции Революционный фронт левых, поддержав Касиано Амуррио Рочу из Коммунистической партии Боливии (марксистско-ленинской) и беспартийную профсоюзную активистку Домитилу Барриос де Чунгару в качестве кандидатов в президенты и вице-президенты.
На выборах 1979 года PRIN была составной частью другой левой коалиции — Демократического и народного союза, чьим кандидатом в президенты был Эрнан Силес Суасо из MNRI.
После окончания военного правления исполняющей обязанности президента в 1979 году стала член PRIN Лидия Гейлер Техада. Гейлер Техада — первая женщина, занимавшая пост президента Боливии (с 16 ноября 1979 года по 17 июля 1980 года). Она готовилась передать этот пост победившему на выборах Эрнану Силесу Суасо, но была свергнута ультраправым переворотом генерала Луиса Гарсиа Месы Техады.
PRIN выдвинула вернувшегося из изгнания Хуана Лечина Окендо своим кандидатом в президенты 29 июня 1980 года, но набрала лишь 1,20 % голосов. За почти два десятилетия своего существования PRIN так и не смогла выйти за рамки роли личного политического инструмента Хуана Лечина, чей статус самого харизматичного рабочего лидера Боливии не подвергался сомнению и спустя сорок лет после начала его политической деятельности.

### Раскол и дезинтеграция партии
В результате раскола в 1979—1980 годах была создана Революционная партия национальных рабочих левых сил (Partido Revolucionario de la Izquierda Nacional Laboral, PRIN-L); второстепенная социалистическая партия с коллективным руководством, включавшим Эдвина Моллера, и Революционная партия национальных левых — Гейлер (Partido Revolucionario de la Izquierda Nacional Gueiler, PRIN-G), во главе с Лидией Гейлер Техадой.
В 1985 году Революционная партия националистических левых приняла участие в избирательной коалиции «Объединённый народный фронт», поддержав тандем Антонио Аранибара Кироги («Движение за свободную Боливию», откол от Левого революционного движения) и Оскара Саласа Мойи (Коммунистическая партия Боливии) в качестве кандидатов в президенты и вице-президенты.